# Gorerotted
Gorerotted es una banda británica de deathgrind formada en 1997. Las líricas de Gorerotted y sus títulos de canciones están vastamente inspiradas en filmes de horror, y tratan sobre temas como la muerte y la mutilación. En el estilo de muchas otras bandas de estilos similares, un pequeño audio extraído de algún filme de terror es insertado regularmente al principio o al final de una canción. Los títulos de las canciones de la banda incorporan a menudo ritmos humorizantes o retruécanos como Cut, Gut, Beaten, Eaten, Masticated by the Spasticated, y Only Tools and Corpses, un retruécano del popular sitcom británico, Only Fools and Horses, el tema de introducción que supuestamente tiene un golpe de batería similar al tema principal.
Musicalmente, Gorerotted emplea un estilo de doble vocales de una forma diferente, Con Ben dando un profundo, y estremecedor alarido, y ya sea Mr. Gore o Wilson proveen contraste a esto con unos agudos alaridos (Desde que Mr. Gore abandono la banda en el 2004, Wilson se ha encargado de todo el trabajo con las vocales secundarias). Los riffs de las guitarras son a menudo rápidos y técnicos, con el bajo usualmente doblando estas partes. Ambas guitarras y el bajo utilizan drop tunings, esto es, tunings más bajos del tuning estándar usual, para lograr un sonido más pesado. La batería es también bastante técnica y rápida, con Junky Jon regularmente haciendo uso de la técnica blast beats y double bass.
Actualmente, la banda cambió su nombre a "The Rotted".

## Miembros de la Banda
- Ben "Goreskin" - vocales
- Wilson - bajo, vocales
- Mathew - guitarra
- Tim - guitarra
- Junky Jon - batería (también baterista de las bandas Detrimentum y Infected Disarray)

## Exmiembros
- Mr. Gore - vocales (1997 - 2004)
- Dicksplash - guitarras 1999-2001 AKA David C. Hëwitt - www.dchewitt.com

## Discografía
Albums
- Her Gash I Did Slash (demo) (1998)
- Mutilated in Minutes (2001)
- Split Your Guts (con Gronibard y Gruesome Stuff Relish) (2002)
- Only Tools and Corpses (2003)
- A New Dawn for the Dead (2005)